# Wilkowo-Gaj
Wilkowo-Gaj – osada leśna śródleśna w Polsce położona w województwie wielkopolskim, w powiecie leszczyńskim, w gminie Lipno.
W latach 1975–1998 miejscowość administracyjnie należała do województwa leszczyńskiego.